# St. Nikolaus (Büschdorf)

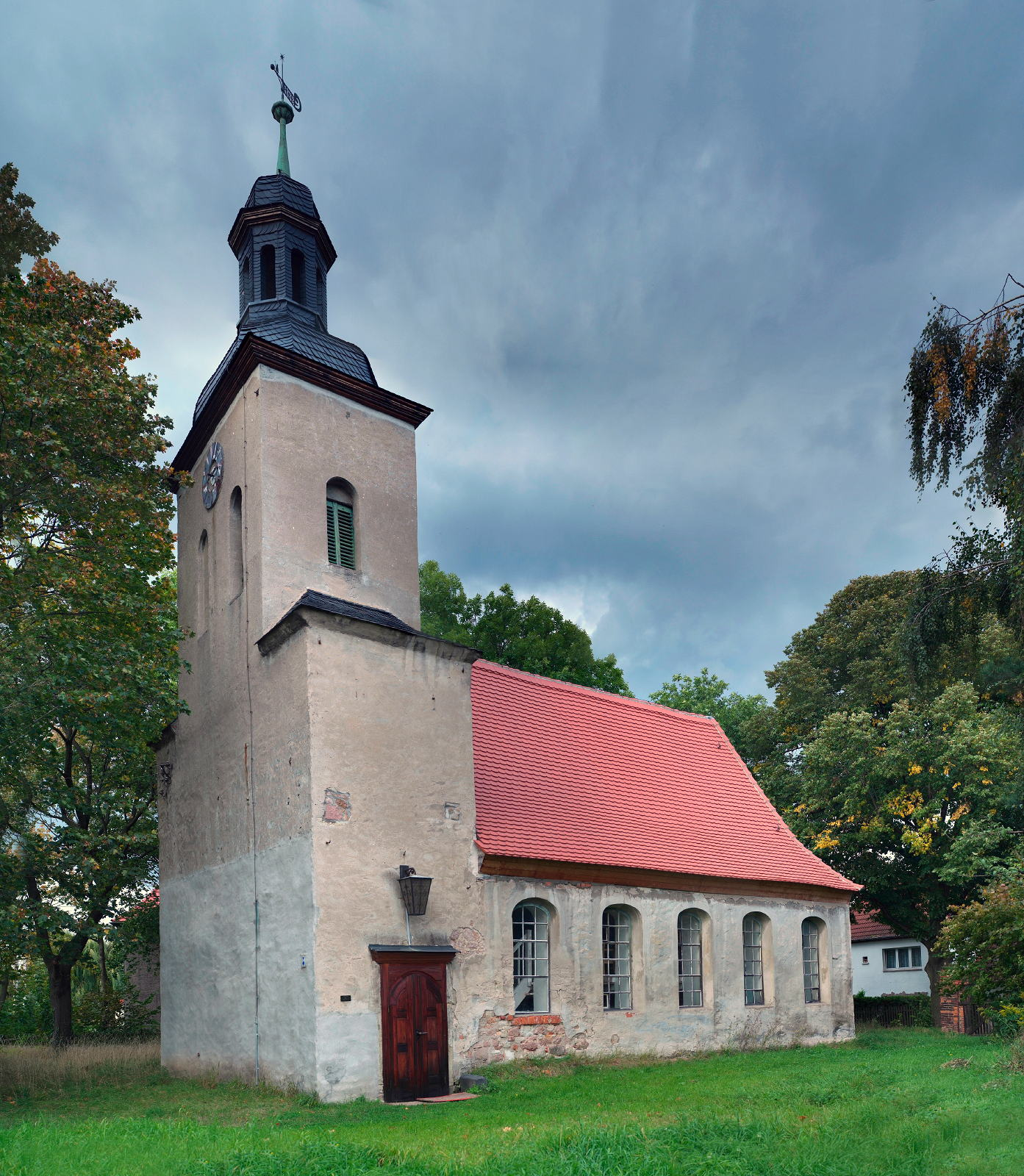
St. Nikolaus in Büschdorf von Südwesten

Die evangelische Kirche St. Nikolaus  befindet sich im ehemaligen Dorf Büschdorf, heute Stadtteil im Stadtbezirk Ost von Halle (Saale). Die Kirchengemeinde gehört zum Pfarrbereich Dieskau im Kirchenkreis Halle-Saalkreis der Evangelischen Kirche in Mitteldeutschland. Im Denkmalverzeichnis der Stadt Halle ist die Kirche unter der Erfassungsnummer 094 04610 verzeichnet.

## Geschichte
Die Kirche des im Jahre 1228 erstmals erwähnten Dorfes Büschdorf wurde bereits in der 2. Hälfte des 12. Jahrhunderts gegründet, worauf das Patrozinium des  Hl. Nikolaus verweist. Zur Zeit des Erzbischofs Wichmann (vor 1116–1192), in dessen Eigentum sich das Dorf befand, wurden zur Entwässerung der Reideniederung niederländische Siedler angesiedelt. Sie weihten ihre Kirchen, wie auch die in Böllberg und Dölau, dem Hl. Bischof Nikolaus von Myra, dem Schützer gegen die Wassergefahren. Die Kirche wurde an einer höher gelegenen trockenen Stelle im Westen des Dorfes errichtet.
Anfang des 18. Jahrhunderts wurde die Kirche, wie viele in der Region, umfassend barockisiert, die Fenster von Saal und Chor vergrößert und in den Jahren 1720 bis 1724 der Kirchturm erhöht. 
1909 wurden der heutige Turmknopf und die Fahne aus Kupfer aufgesetzt und vier Jahre später erhielt die Kirche farbige Glasfenster, gefertigt von Ferdinand Müller aus Quedlinburg. 
Von 1994 bis 2001 wurde das Innere und Äußere der Kirche saniert, Turm und Dachstuhl neu eingedeckt, der Turmknopf restauriert und die Holztonne neu verputzt.

## Beschreibung
Schiff und Turm der verputzten, aus Bruchstein gebauten Kirche, die man durch eine Pforte an der Südseite des Turms betritt, stammen aus der 2. Hälfte des 12. Jahrhunderts. Der Kirchenraum ist ein kleiner, im Osten dreiseitig geschlossener Saal mit einem ebenso breiten querrechteckigen Westturm. Der schmalere, ebenfalls querrechteckige Turmaufsatz wird von einer „welschen Haube“ bekrönt. Aus der Entstehungszeit der Kirche stammt auch die nördlich im Chor eingelassene Sakramentsnische. Der Chorschluss ist der Gotik zuzuordnen. Das achteckige Taufbecken aus Sandstein stammt aus dem Jahr 1520.
Seit dem Umbau im 18. Jahrhundert wird die Kirche von einer verputzten Holztonne überwölbt, deren barocker Deckenspiegel noch erhalten ist. Die Kirche wurde in dieser Zeit auch mit einer dreiseitigen Empore und einer polygonalen hölzernen Kanzel ausgestattet.
Die auf der westlichen Empore befindliche pneumatische Orgel (zwölf Register auf zwei Manualen und Pedal) aus dem Jahr 1888 stammt aus der Werkstatt Wilhelm Rühlmanns in Zörbig. 1929 erhielt sie neue Prospektpfeifen. 
Der Kirchturm trägt heute zwei Glocken, eine aus dem 14. Jahrhundert und eine von der Firma Schilling aus Apolda, die 1951 gegossen wurde. 2020 wurde die Läuteanlage komplett saniert.